# Liste royale assyrienne
La liste royale assyrienne est une liste voulant présenter la succession des rois assyriens, avec leurs années de règne, depuis les origines de ce pays. Son exemplaire le plus accompli a été retrouvé dans la Bibliothèque d'Assurbanipal, à Ninive, et il date du VIIe siècle av. J.-C.

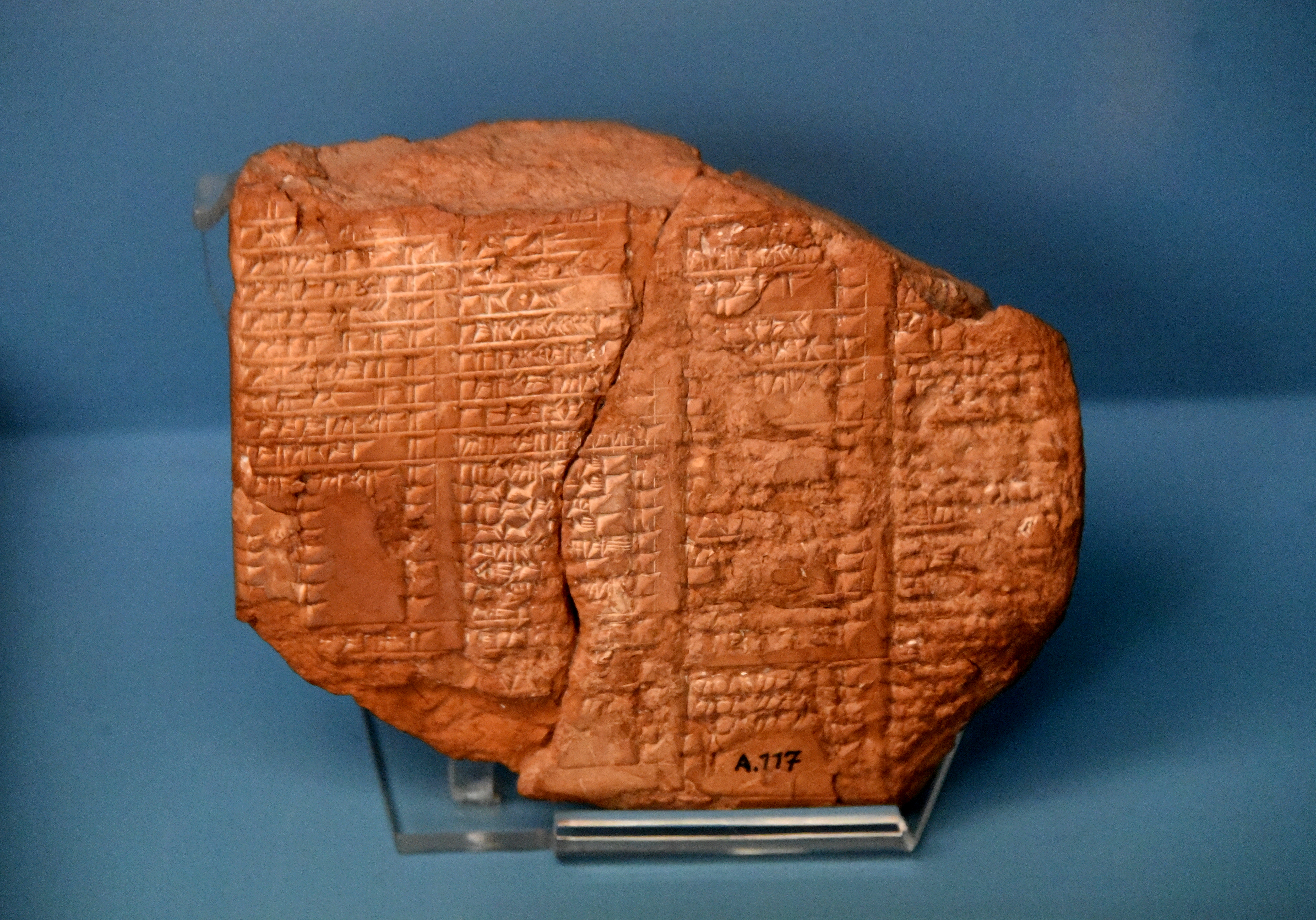
Tablette de la Liste royale assyrienne, Assur,, Musée de l'Orient ancien d'Istanbul.

## Plan
La première partie de la liste présente une série de dix-sept rois dits « rois vivant sous la tente », attribuant ainsi des origines nomades à l'Assyrie. Puis viennent dix « rois qui sont mes prédécesseurs », dans l'ordre chronologique inversé (du plus récent au plus ancien), qui sont les rois de la dynastie dite « de Puzur-Assur Ier (en) ». Viennent ensuite les rois paléo-assyriens (XIXe siècle), connus par les textes de Kanesh, puis Samsi-Addu (sous la forme akkadienne de son nom, Shamshi-Adad), et son fils Ishme-Dagan. Le roi suivant est Assur-dugul (en), présenté comme un usurpateur, puis suivent les rois du milieu du IIe millénaire, avant qu'on ne parvienne aux rois médio-assyriens puis néo-assyriens, attestés par d'autres sources pour la plupart, jusqu'à Salmanazar V (727-722). Les rois sargonides sont donc absents de la liste.

## Rédaction et valeur historique
La liste royale assyrienne est un texte reflétant la vision que les Assyriens avaient de l'histoire de leur pays. C'est donc un texte très marqué idéologiquement. On pense souvent qu'il a été rédigé, ou bien remanié à l'instigation de Samsi-Addu d'Ekallatum, qui s'est emparé d'Assur au début du XVIIIe siècle. Celui-ci aurait eu l'intention de légitimer sa prise de pouvoir en s'intégrant lui, son père Ila-kabkabu (en) (qui n'a pourtant régné qu'à Ekallatum), ainsi que ses ancêtres nomades, qui sont sans doute les « rois vivant sous la tente », que l'on retrouve aussi dans la liste des ancêtres des rois amorrites de Babylone, issus de la même famille que Samsi-Addu. Aux ancêtres traditionnels de sa dynastie ont été intégrés les rois assyriens de la dynaste précédente, dite « de Puzur-Assur Ier (en) ». Il existait donc peut-être déjà une liste royale d'Assur, qui a pu être remaniée par Samsi-Addu à son avantage. Il se peut aussi que ce roi et sa dynastie aient été inclus dans la liste par des rédacteurs ultérieurs à son règne, à cause de son prestige. Aucun roi paléo-assyrien ne l'égalant en renommée, il constituait en effet un ancêtre avantageux.
Quoi qu'il en soit, les souverains d'Assur puis du royaume assyrien ont fait continuer la liste, qui prend dès lors une valeur historique très utile, nous fournissant la succession ainsi que la durée des règnes de manière fiable. Mais certains souverains sont passés sous silence, comme Mut-Asqur, le fils d'Ishme-Dagan, et ses deux ou trois successeurs, connus par d'autres sources.
La liste royale a beaucoup servi pour bâtir la chronologie de l'histoire assyrienne. C'est notre seule source pour connaître les rois ayant régné dans des périodes obscures, comme les XVIe – XVe siècles, ainsi que les XIe – Xe siècles.

## Ressources